# Ba Dexin
Ba Dexin (en chino: 巴德鑫; Anda, 14 de junio de 1990) es un deportista chino que compite en curling.
Ganó dos medallas en el Campeonato Mundial de Curling Mixto Doble, en los años 2016 y 2017.
Participó en dos Juegos Olímpicos de Invierno, ocupando el cuarto lugar en Sochi 2014 (torneo masculino) y el cuarto en Pyeongchang 2018 (mixto doble).

## Palmarés internacional
| Campeonato Mundial Mixto Doble | Campeonato Mundial Mixto Doble | Campeonato Mundial Mixto Doble | Campeonato Mundial Mixto Doble |
| Año                            | Lugar                          | Medalla                        | Prueba                         |
| ------------------------------ | ------------------------------ | ------------------------------ | ------------------------------ |
| 2016                           | Karlstad (Suecia)              | Medalla de plata               | Mixto doble                    |
| 2017                           | Lethbridge (Canadá)            | Medalla de bronce              | Mixto doble                    |